# Eudócia Decapolitissa
Eudócia Decapolitissa (em grego:  Εὐδοκία ἡ Δεκαπολίτισσα) foi uma imperatriz-consorte bizantina, esposa de Miguel III, o Ébrio (r. 842–867), o último membro da Dinastia frígia a governar o Império Bizantino.

## Casamento
Miguel III ascendeu ao trono em 842 com apenas dois anos de idade tendo sua mãe, Teodora, e o ministro Teoctisto como regentes. Em 855, Miguel III, com quinze anos de idade, já tinha uma amante, Eudócia Ingerina.
Teodora não aprovava a relação e organizou um desfile de noivas para o filho. Decapolitissa aparece pela primeira vez como uma das competidoras pela atenção do jovem imperador. Nada se sabe sobre seu passado, mas é muito provável que ela era uma nobre com boas relações na corte bizantina.
A própria Teodora também havia sido escolhida num desfile similar por sua sogra, Eufrósine e, por isso, foi ela, e não Miguel, que escolheu sua futura nora. E foi assim que Decapolitissa foi escolhida para se tornar a futura imperatriz bizantina.

## Imperatriz
Miguel parece ter ignorado completamente sua nova esposa e continuou seu caso com Ingerina. Porém, o conflito entre Miguel e seus regentes chegaram a um ponto crítico em novembro de 855, quando o jovem imperador organizou o assassinato de Teoctisto e a deposição de Teodora da regência. Seu tio materno, Bardas, ajudou no golpe e os substituiu como regente.
No início de 856, Miguel III trancou suas irmãs ainda vivas em mosteiros. Em 15 de março, Teodora perdeu o título de Augusta, mas recebeu permissão para permanecer no palácio até o ano seguinte, quando foi acusada de conspirar contra o filho e terminou forçada a se juntar às filhas como freira (agosto ou setembro de 857).
O que aconteceu com Eudócia durante estes eventos, não se sabe. Ela permaneceu como esposa legal de Miguel, mas foi, novamente, completamente ignorada. E assim ela ficou até o assassinato de Miguel por Basílio I, o Macedônio, em 23-24 de setembro de 867. Eudócia nada sofreu e retornou, viúva, para sua família, desaparecendo assim do registro histórico.